# Fiesta (canción de Denise Rosenthal)
«Fiesta» es el cuarto sencillo del tercer álbum de estudio Fiesta de la cantante pop chilena D-Niss. Lanzado el 8 de septiembre de 2013 en Chile a través de su cuenta oficial en Youtube con el Lyric Video grabado durante agosto en las calles de Santiago. El sencillo es el primero con título en español en su nueva etapa como solista desde El Blog de la Feña, escogido para promocionar el lanzamiento de la nueva placa independiente de D-Niss y dando nombre al álbum.

## Composición y estilo
La canción comenzó a ver la luz en 2012 cuando la cantante trabajaba con Neven Ilic Vigil, compuesta entre ellos y grabada en Santiago durante julio del mismo año en conjunto con Can't Stop Me, en ese entonces el ritmo era un dance hall pop. Luego de problemas entre ambos artistas, D-Niss opto por eliminar la versión del álbum antes de su lanzamiento y escribió la nueva letra y sonido durante abril de 2013 junto al productor Bastian Herrera y grabada el 28 de abril del mismo año en los estudios Ferona de providencia. La última versión es la que está incluida en el álbum, descartando y desconociendo la primera versión del sencillo llamando la atención pues la palabra "fiesta" jamás es nombrada en la canción.

## Lanzamiento
El primer adelanto vio la luz el 25 de agosto de 2012 con la publicación de un teaser presentando a D-Niss tarareando la canción y dibujando sobre una de sus fotos, todo enmarcado en el trabajo de la nueva página web de la cantante. El avance del sencillo se dio a conocer el 4 de septiembre con una duración de los primeros 56 segundos, en el vídeo aparece la cantante junto a un niño interviniendo la calle con la simulación de un paso peatonal,
D-Niss en una alianza con la productora Oniric se programó el estreno del nuevo sencillo con un lyric video y nueva página web para el 8 de septiembre con gran expectación recibiendo más de 50 mil reproducciones durante su primera semana.

### Recepción
Gran revuelo causó entre sus seguidores, pues la última canción lanzada por la artista fue hacia prácticamente un año con Dance en 2012. El nuevo sencillo, según la misma cantante, es un "himno de unión", y la letra fue escrita con la propuesta de tener un espíritu agradable, alegre y esperanzador. El sencillo entró al top 100 Chile en su primera semana en el número 98 saliendo del ranking inmediatamente a la semana siguiente. No obstante repuntó posiciones con la publicación del vídeo y posterior con el lanzamiento del disco el 6 de noviembre alcanzando su máxima posición en el N° 50, la más alta desde 2012 con  I Wanna Give My Heart.

## Videoclip
El videoclip oficial fue grabado durante las fiestas patrias en Chile, las locaciones fueron la feria de la vega, el mercado central, Pirque y las fondas del parque O'Higgins destacando la sencillez y humildad de la intérprete empalizando con las personas que aparecen a lo largo del vídeo. En esta ocasión no contó con un director en particular si no la productora Oniric con quien trabajó durante esta etapa.

### Promoción
D-Niss presentó la canción por primera vez el 13 de octubre durante su show en la feria Mercado Covite en el escenario Adidas, en un formato semi-acústico, también presentó a su banda de cuatro integrantes, la cual la ha acompañado en sus presentaciones hasta la fecha. Otro plus que tuvo el espectáculo en esta ocasión fue la interpretación exclusiva de 2 nuevas canciones "Star" - balada pop inspirada en la superación - y Revolution el cual se convertiría en el 5.º single promocional del álbum.

## Formatos
| Descarga digital |          |          |  |
| N.º              | Título   | Duración |  |
| 1.               | «Fiesta» | 04:06    |  |

## Posiciones musicales de canciones
| Listas (2013)           | Máxima posición |
| ----------------------- | --------------- |
| Chile (Top 100 Singles) | 50              |

- Datos: Q20012785